# 張禧
張 禧（ちょう き、1217年 - 1291年）は、モンゴル帝国に仕えた漢人将軍の一人。日本遠征（弘安の役）にも従軍したが、配下の船団に損害を受けることなく帰還したことから、江南軍の主立った諸将の中で唯一処罰を受けなかったことなどで知られる。

## 概要
張禧の先祖は安次県に居住していたが、父の張仁義は金末に益都県に移住し、更にモンゴルの侵攻を受けて信安県に移住した人物であった。信安は周辺諸城がモンゴルの攻撃によって陥落する中で長く抵抗を続けた城の一つで、城主は張仁義の勇敢さ、知謀を見込んで側近に抜擢した。モンゴル軍が信安を包囲した時、張仁義は死士300を率いて出戦しモンゴル軍を撃退することに成功したため、武功により軍馬総管に任命された。張仁義は十数年に渡って信安を守ったものの、最後には追い詰められて城主とともにモンゴルに降った。その後は配下の兵とともに宗王率いるモンゴル軍に加わり、河南一帯の平定に従事して管軍元帥の地位を授けられた。更に帰徳城の包囲にも加わったが、包囲戦中に矢が口に入り、歯を2本折って頸を突き抜けたことで亡くなった。
張禧は16歳の時から大将のアジュルとともに徐州・帰徳府攻めに従事し、また元帥のチャガンとともに寿州・安豊軍・廬州・滁州・黄州・泗州の諸城を攻略して武功を挙げた。しかし峻烈な性格の張禧は同僚から疎まれ、誣告を受けて息子の張弘綱とともに罪人にされかけた。この時、張禧はクビライの側近であった王鶚に頼り、王鶚の門人であったココの助けにより張禧と張弘綱は釈放された。
1259年（己未）にはクビライ率いる部隊に加わって南宋領に侵攻し、緒戦では敵将を一人捕虜とする武功を挙げた。その後の鄂州包囲戦では南宋軍の奮戦に苦戦を強いられたため、決死隊が募られ、これに張禧と張弘綱の父子が応じた。張禧父子は東南から城内に入り、張禧は途中で槍を受けて負傷するも張弘鋼が奮戦して城の東南隅を破った。戦後、クビライは張禧父子の奮戦を称賛して治療を命じ、その後も大将納剌忽とともに金口・李家洲などの戦いで活躍した。
中統元年（1260年）にクビライが即位すると、金符を与えられ、新軍千戸の地位を授けられた。中統3年（1262年）には李璮の乱討伐に従事し、これに乗じて出兵してきた南宋の夏貴率いる軍団を破り、奪われた蘄県・宿州を奪取した。至元元年（1264年）には唐鄧等州盧氏保甲丁壮軍総管に昇格となり、南宋軍の侵攻によって均州総管の李玉山が敗走するとその後任に充てられた。至元3年（1266年）、南宋の将の呂文煥と高頭赤山で戦い、勝利して均州を奪い返した。至元4年（1267年）には水軍総管に任命され、2,500の兵を率いて水戦に習熟させた。至元5年（1268年）からは襄陽城の包囲に加わり、至元6年（1269年）7月には襄陽の救援のため進軍してきた夏貴率いる南宋軍をアジュとともに破った。至元8年（1271年）には長江で洪水が起こったため、これを好機と見た范文虎が戦艦1千余りを率いて接近し、張禧に撃退が命じられた。張禧は夜間密かに南宋軍の陣営付近の水深を測り、戦闘が始まると巧みに浅瀬に追い込むことで戦艦70隻余りを拿捕することに成功した。また至元9年（1272年）の戦闘では南宋の将の張貴を鹿門山で破る功績を挙げている。
至元10年（1273年）に襄陽城を陥落させるための策が諸将に問われた時、張禧は「襄陽・樊城は漢江に挟まれているが､ 南宋兵が鉄鎖を渡し木柵を水中に置くことで侵入を阻んでいます。鉄鎖や木柵を壊した上で兵糧の搬入を絶てばまず樊城が陥落し、樊城が陥落すれば自ずと襄陽城も陥落するでしょう」と進言したという。この策が採用された結果、張禧の進言通りまず樊城が陥落し、ついで襄陽城が陥落したため、功績により宣武将軍・水軍万戸に任命された。至元11年（1274年）よりバヤンを総司令とする南宋領侵攻が始まると、張禧はバヤンより水軍を率いて先鋒を務めるよう命じられた。至元12年（1275年）、モンゴル軍は南宋軍の主力部隊と丁家洲で激突し（丁家洲の戦い）、張禧は孫虎臣率いる部隊を撃破した。同年9月にはアジュとともに南宋の都統の姜才を破り、この功績により信武将軍の地位を授けられた。至元13年（1276年）には続けて温州・台州・福建一帯を平定し、1277年（至元14年）に入り懐遠大将軍・江陰路達魯花赤・水軍万戸に任じられた。至元16年（1279年）には南宋征服がひと段落したため、入朝して昭勇大将軍・招討使の地位を授けられた。
至元17年（1280年）、張禧は鎮国上将軍・都元帥とされたが、当時朝廷では日本出兵（弘安の役）が検討されており、張禧は自らこれに従軍することを申し出た。そこで朝廷は張禧を行中書省平章政事に任じ、張禧は右丞の范文虎・左丞の李庭らとともに水軍を率いて海路より日本へと侵攻した。日本に到着した張禧は船を棄てて平湖島（平戸島）に上陸して塁を築き、また艦船を風浪に備えて五十歩の間隔で停泊させた。同年8月、台風により范文虎・李庭らの船団は大損害を被ったが、風雨の対策をしていた張禧の船団のみが損害を免れた。ここで諸将の間で戦闘を続行するか否かの議論が行われ、張禧は「士卒の溺死する者は半ばに及び、死を免れた者は皆壮士ばかりである。［生き残った壮士たちに］回顧の心がないことに乗じ、食糧を敵から奪い、もって進戦すべきである」と継戦を主張したが、范文虎は「帰朝した際に罪に問われた時は、私がこれに当たる。公（張禧）は私と共に罪に問われることはあるまい」と述べて撤退を主張した。結局、張禧は范文虎の意見を受け容れ、自らの船団を范文虎らに分け与えることで撤退を開始した。張禧の船団だけでは平湖島に残る兵4千全て載せるには不足していたが、張禧は「彼等を棄てるに忍びない」と述べ、船中の馬70匹を全て棄てることで全兵を連れ帰った。日本遠征軍の諸将がクビライの下に至ると、范文虎らは皆罪を得たが、張禧のみが罪を免れた。